# كولتون هول
كولتون هول هو مبنى حكومي ومتحف يقعً في مونتيري، كاليفورنيا، الولايات المتحدة. بُني في 1847-1849 من قبل والتر كولتون، الذي وصلَ إلى مونتيري كقسيس على سفينة العميد البحري روبرت ف. ستوكتون. احتوى كولتون هول في الأصل على غرف في الطابق السفلي لمدرسة عامة وقاعة اجتماعات حكومية في الطابق العلوي. كان موقع أول مؤتمر دستوري لولاية كاليفورنيا في عام 1849.

## التشييد
بعد أن أصبحَ ألكالد كولتون المنتخَب، قرَّرَ بناء مدرسة في مونتيري، قرر أنها ستكون على طراز المباني التي كان على دراية بها من فيلادلفيا وواشنطن العاصمة، أسلوب الإحياء اليوناني. وبصفته ألكالد، عمل كولتون كرئيس بلدية، ومحقق شرعي، وقاضٍ، وعمدة، مسؤول عن الأوزان والمقاييس، ومدعيًا، وجابيًا للضرائب. من أجل جمع الأموال والعمل الحر، استفاد كولتون استفادة كاملة من سلطاته "المطلقة". كان يفرض ضرائب على الكانتيناس، والكحول، والقمار، ويبيع الكثير في المدينة، ويستخدم المال في بناء المبنى. عندما وجد شخصًا "يسيء التصرف" كان يعتقله بصفته العمدة ويلقي به في السجن ويتصرف كقاضي، وغالبًا ما يحكم عليه بالعمل في المدرسة. عندما تم الانتهاء من المبنى في 8 مارس 1849، كان أكبر مبنى عام في ولاية كاليفورنيا. عندما اكتملت فترة توليه منصب Alcalde، اجتمعت لجنة من المواطنين للإشادة بخدمته. أطلقوا على المبنى الجديد على شرفه اسم "كولتون هول".

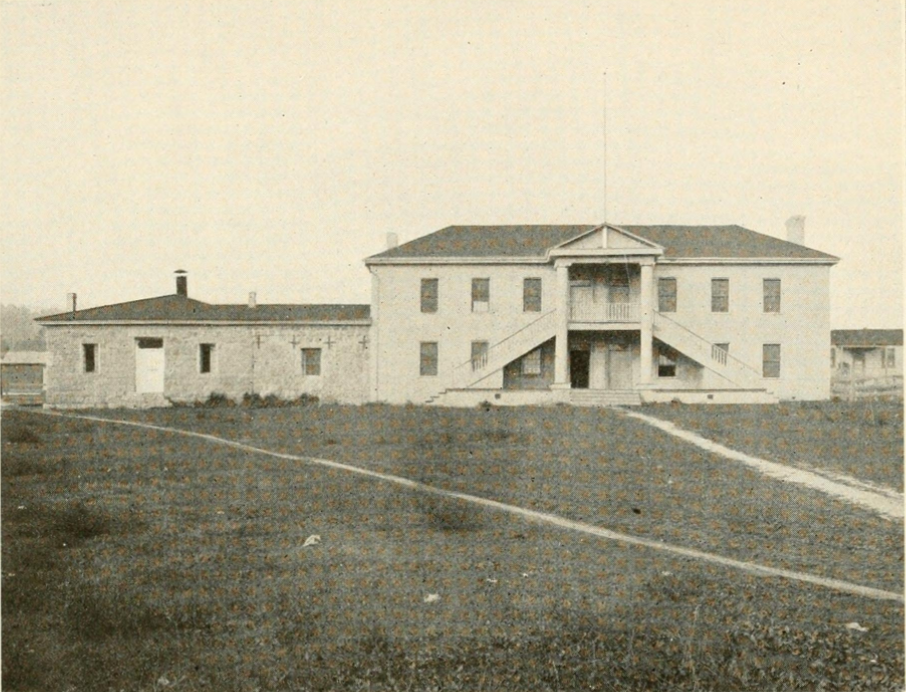
كولتون هول في عام 1915

كان للأبناء الأصليين في الغرب الذهبي دور فعال في عام 1903 في تأمين اعتماد تشريعي للإصلاحات اللازمة في كولتون هول، ثم تم تسجيل المبنى كمعلم تاريخي في كاليفورنيا في عام 1934. مبنى مكون من طابق واحد من كتل الجرانيت الصلب متصل بالجانب الشرقي من كولتون هول. كان سجن المدينة حتى عام 1956. تعرض الزنازين المظلمة والمظلمة اليوم أسرّة نوم وجيتار وغيرها من القطع الأثرية التي ربما كان السجناء يستخدمونها.
في أكتوبر 2018، أكملت مدينة مونتيري تجديدًا بقيمة 353 ألف دولار. وشمل ذلك درجًا خلفيًا وسطحًا وفناءًا وموقفًا للسيارات. أصبح المبنى متوافقًا مع قانون الإعاقة الأمريكي بتركيب مصعد كرسي ودورة مياه. قال العمدة كلايد روبرسون: «نحن متحمسون للترحيب بجميع زوار معارضنا وفعالياتنا في كولتون هول"... "هذا مثال ممتاز لمشروع برنامج تحسين الحي».

## دستور كاليفورنيا
دعا الحاكم العسكري لولاية كاليفورنيا إلى عقد مؤتمر دستوري في كولتون هول بمونتيري. اجتمع المندوبون الـ 48 من عشر مقاطعات في الطابق العلوي من 1 سبتمبر إلى 15 أكتوبر 1849 لمناقشة وكتابة أول دستور لولاية كاليفورنيا. كان الدرج المؤدي إلى قاعة المؤتمرات في ذلك الوقت في الجزء الخلفي من المبنى. تم التصديق على دستور كاليفورنيا في 13 أكتوبر، وتم التصويت عليه في نوفمبر من ذلك العام وأرسل إلى الكونجرس في يناير 1850. تم اختيار سان خوسيه كمقعد لأول هيئة تشريعية.

## مدرسة كولتون هول
بُنيت في الأصل لتكون مدرسة لأطفال مونتيري، وأصبحت مكتب مدرسة المنطقة بالإضافة إلى مدرسة ابتدائية في عام 1873. في عام 1897 انتقلت المدرسة إلى مبنى أكبر قريب. ذكرت صحيفة مونتيري ويكلي هيرالد في عام 1875، "من المؤكد أن أطفال مونتيري لا يمكنهم أن يفشلوا في تشرب المعرفة داخل مثل هذا المبنى، الذي يفوح من جوها بالوطنية والتعلم".

## التاريخ الحالي
إنَّ أهمَّ مبنى للمكاتب العامة في مقاطعة مونتيري لا يزال قيد الاستخدام المستمر، وقد استوطنَ كولتون هول على مر السنين في مجلس مدينة مونتيري (بالإنجليزية: Monterey's City Hall)‏، ومدرسة عامة، ودار محكمة المقاطعة، ومكتب العمدة، ومقر شرطة مدينة مونتيري. الطابق الثاني متحف أنشئ عام 1949. وفقًا لموقع المتحف على الإنترنت، فهو مفتوح مجانًا يوميًا من الساعة 10 إلى الساعة 4 مساءً. المحاضر موجود على الموظفين خلال هذه الساعات للحصول على المعلومات والجولات. تمت استعادة قاعة التجمع في الطابق الثاني لتظهر كما فعلت عندما اجتمع 48 مندوبًا من مؤتمر الدستور الأول هناك.

## روابط خارجية
- متحف كولتون هول